# Hornborg
Hornborg er en by i Østjylland med 209 indbyggere  (2024), beliggende 5 km Ø for Uldum, 12 km V for Horsens og 11 km N for Hedensted. Byen hører til Hedensted Kommune og ligger i Region Midtjylland.
Hornborg ligger i Hornborg Sogn. Hornborg Kirke ligger i byen.
Hornborghuset, et stuehus i bindingsværk fra ca. 1750, blev i 1991-92 flyttet fra Hornborg til Hjortsvang Museum.